# Смітборо (Іллінойс)
Смітборо (англ. Smithboro) — селище (англ. village) в США, в окрузі Бонд штату Іллінойс. Населення — 154 особи (2020).

## Географія
Смітборо розташоване за координатами 38°53′40″ пн. ш. 89°20′24″ зх. д. / 38.89444° пн. ш. 89.34000° зх. д. (38.894535, -89.339971).  За даними Бюро перепису населення США в 2010 році селище мало площу 2,40 км², уся площа — суходіл.

## Демографія
Згідно з переписом 2010 року, у селищі мешкало 177 осіб у 66 домогосподарствах у складі 43 родин. Густота населення становила 74 особи/км².  Було 69 помешкань (29/км²).
Расовий склад населення:
| - 96,6 % — білих - 1,1 % — чорних або афроамериканців - 0,6 % — азіатів |

До двох чи більше рас належало 1,7 %. Частка іспаномовних становила 0,6 % від усіх жителів.
За віковим діапазоном населення розподілялося таким чином: 26,0 % — особи молодші 18 років, 62,7 % — особи у віці 18—64 років, 11,3 % — особи у віці 65 років та старші. Медіана віку мешканця становила 33,3 року. На 100 осіб жіночої статі у селищі припадало 103,4 чоловіків;  на 100 жінок у віці від 18 років та старших — 111,3 чоловіків також старших 18 років.
Середній дохід на одне домашнє господарство  становив 44 890 доларів США (медіана — 45 208), а середній дохід на одну сім'ю — 58 784 долари (медіана — 57 083). За межею бідності перебувало 11,2 % осіб, у тому числі 5,9 % дітей у віці до 18 років та 4,2 % осіб у віці 65 років та старших.
Цивільне працевлаштоване населення становило 74 особи. Основні галузі зайнятості: виробництво — 18,9 %, роздрібна торгівля — 17,6 %, освіта, охорона здоров'я та соціальна допомога — 16,2 %, транспорт — 14,9 %.